# Suzanne Blais-Grenier
Hon. Suzanne Blais-Grenier, PC (* 2. März 1936; † 13. Juni 2017) war eine kanadische Politikerin der progressiv-konservativen Partei, die unter anderem im 24. kanadischen Kabinett zwischen 1984 und 1985 Umweltministerin sowie zwischen 1984 und 1988 Mitglied des Unterhauses war.

## Leben
Suzanne Blais-Grenier war als Ökonomin, Geschäftsführerin und Soziologin tätig. Bei der Unterhauswahl am 4. September 1984 wurde sie für die Progressiv-konservative Partei Kanadas im Wahlkreis Rosemont mit 15.782 Stimmen zum Mitglied des Unterhauses von Kanada gewählt. Im daraufhin von Premierminister Brian Mulroney gebildeten 24. kanadischen Kabinett übernahm sie am 17. September 1984 den Posten als Umweltministerin. Diesen hatte sie bis zu ihrer Ablösung durch Thomas Michael McMillan am 19. August 1985 inne. Danach war sie zwischen dem 20. August und dem 31. Dezember 1985 Staatsministerin im Verkehrsministerium. Nach ihrem Ausscheiden aus dem Kabinett war sie in der 33. Legislaturperiode bis 1988 noch zeitweilig Mitglied des Ständigen Ausschusses für Menschenrechte sowie verschiedener Gesetzgebungs- und Sonderausschüsse.
Nachdem sie aus der Progressiv-konservativen Partei ausgeschieden war, gehörte Suzanne Blais-Grenier vom 21. September bis zum 20. November 1988 dem Unterhaus als Parteilose an. Bei der Unterhauswahl am 21. November 1988 kandidierte sie im Wahlkreis Rosemont abermals, erlitt mit nur noch 2.060 Stimmen eine deutliche Niederlage und verlor damit ihr Mandat im Unterhaus.